# Död i främmande land

Död i främmande land (originaltitel: Death in a strange country) är en roman av Donna Leon från 1999 och den andra boken i serien om kommissarie Guido Brunetti. Romanen vann Palle Rosenkrantz-priset 1999.

## Handling
En kropp hittas flytande i en av Venedigs kanaler, den döde är en amerikansk soldat som blivit knivmördad. Ett rånmord, säger Brunettis överordnade. Men det tror inte Brunetti och han blir ännu mer övertygad om detta när han ser hur rädd den mördades närmsta chef blir när hon identifierar liket. Hon anar vem eller vilka som ligger bakom mordet. Men hon vill inte säga något och den amerikanska militären är inte så samarbetsvillig. Brunetti får snart order av sin chef att inte besvära amerikanarna.